# ریک فان لیندن
ریک فان لیندن (انگلیسی: Rik Van Linden؛ زادهٔ ۲۸ ژوئیهٔ ۱۹۴۹) دوچرخه‌سوار اهل بلژیک است.